# フェンリア
フェンリア（英: Fenrir）は、バンダイナムコゲームス（後のバンダイナムコエンターテインメント）のPlayStation Portable用フライトシューティングゲーム『ACE COMBAT X Skies of Deception』『ACE COMBAT X2 JOINT ASSAULT』、同PlayStation 3用『ACE COMBAT INFINITY』に登場する架空の軍用機。作品によっては（後述）機体形式名を含むXFA-33 フェンリア（英: XFA-33 Fenrir）と表記される。機体名のフェンリアとは北欧神話に登場するフェンリルを意味する。
以下、「登場作品」以前の各項目については、初登場作品であり、本機の設定と作品のストーリー及び世界観設定との間に綿密な関係性が唯一認められる『X』における設定について解説する。

## 概要
フェンリアは、レサス民主共和国が誇る空中要塞「グレイプニル」の技術を応用した次世代兵器で、レサス軍の切り札とされる3発エンジンの特殊大型VTOL攻撃機である。また、グレイプニルと同様に、レサス軍最高司令官ディエゴ・ギャスバー・ナバロ率いる軍産複合体の優れた軍事技術力を宣伝するデモンストレーション機でもある。開発と生産は、レサス領南部ダナーン諸島に建設されたアーケロン工場要塞で行われ、オーレリア軍の要塞侵攻開始の時点で少なくとも5機前後の飛行可能機が存在していた。
機体の基本的なコンセプトは、「大型戦闘機並みのサイズにまで小型化されたグレイプニル」といえるもので、特殊燃料気化弾頭を用いたミサイルによる広域制圧能力や、光学迷彩機構の搭載による機体の完全なステルス化といった特徴も引き継いでいる。また、加速性や機動性といった戦闘機としての基本性能の面でも非常に優れており、既存の機体を圧倒する高い能力を誇っている。

## 特徴
翼形状はカナード、翼端部に下反角の付いた主翼、浅い角度の上向き斜め水平尾翼で構成されるスリーサーフェイス機である。垂直尾翼はなく、左右2基のエンジンに装備された水平方向に可動する2次元ベクタードノズルによってヨーイングを行う。搭載される3基のエンジンの内、中央のエンジンは下方90度前後までの排気偏向が可能で、垂直離着陸の他に空戦時の特殊機動にも用いられる。武装面では、特殊気化弾頭を搭載した長射程ミサイル「LSWM」や、マイクロ波兵器「HPM」といった特殊兵装の他、長射程ASMやマルチロック中射程AAMといった汎用型のミサイルも搭載可能。基本兵装としては、自衛用の短射程AAMと、コックピットの左右側面部に航空機関砲2門を装備する。光学迷彩を搭載したステルス機という特性上、ミサイルは全て内装式である。
グレイプニルと異なり、光学迷彩に必要な大量の電力は外部の送電設備からマイクロ波による無線送電で供給されており、発電機構の省略により機体の大幅な小型化に成功。光学迷彩の完成度も高められ、より自然なカモフラージュが可能となっている。また、この送電システムはマイクロ波兵器「HPM」にも応用されているが、無線送電が無ければ光学迷彩もHPMも全く使用できないということでもあり、フェンリアの運用にはマイクロ波送電設備を有する母艦や基地施設などとの共同運用が（必須ではないが）求められる。光学迷彩の搭載により、一般的な機体ではキャノピーに相当する部分も迷彩機構で覆われてしまうため、コックピットにはCOFFINシステムが採用されている。
フェンリアにはレサス軍によって生産された機体の他に、アーケロン工場要塞より残骸を回収したオーレリア軍によって研究目的で再生された機体が存在するが、技術的問題からか光学迷彩機構は再現されず、垂直離着陸機能も中央エンジンの推力偏向ノズルが残るのみで不可能となっている。また、光学迷彩が非搭載ということもあり、HPMについても搭載はされていないと思われる。一方で、これらの機構の削除により機体が軽量化しており、原型機よりも機動性は向上したとされている。

## 特殊兵装
HPM（High-Powered Microwave weapons）
レサス南部に位置するコバルトコーブの研究施設にてテストされていた、マイクロ波を利用したフェンリアのオプション兵装。フェンリアは外部施設からのマイクロ波送電によって光学迷彩に必要な電力を確保しているが、これを応用してフェンリアと送電施設双方からターゲットに向けてマイクロ波を照射、その交点で発生する共鳴現象（マイクロ波加熱の一種）によって、敵機のジェット燃料を急激に加熱して爆破する。フェンリア本体と同様に、マイクロ波送電設備を有する母艦や基地施設などとの共同運用を前提とした装備である。この兵器は照準システムの管制補助に人工衛星を使用しており、開発拠点であるコバルトコーブには研究施設の他に衛星管制施設も存在する。共鳴現象が発生するマイクロ波の交点では、放電現象によりプラズマ状の火球が出現するため、目視による回避が可能である。この兵器の発展型として、多数のフェンリアをマイクロ波中継器として用いたより高出力のマイクロ波兵器も構想されたが、戦時中に実現することはなかった。
LSWM（Long range Shock Wave Missile）
グレイプニルの衝撃波弾道弾「SWBM」と同様の特殊燃料気化弾頭を搭載した、通常軌道型長射程ミサイル。弾道弾型と異なり射程は短くなったものの誘導機能を有しており、低空及び地上目標に対しても使用可能となるなど、SWBMと比較して汎用性が向上している。一方で、小型化したためか水平方向への衝撃波の拡散範囲は狭まっており、純粋な制圧能力という点ではやや劣る。

## 実戦参加
オーレリア戦争当時、レサス軍部では撃墜されたグレイプニルに代わる新たな広告塔として、フェンリアの実戦での活躍が強く望まれていた。フェンリアの性能に絶対の自信を持っていたレサス軍部は、完成したばかりのフェンリアを製造工場でもあるアーケロン工場要塞の防衛戦に投入し、その模様を全世界に向けて放映することを計画した。国内向けには首都アレンダルのスタジアムでセレモニーが予定され、フェンリアの勝利とその高性能ぶりが大々的にアピールされるはずであった。
しかし、要塞攻略のために派遣されたオーレリア空軍部隊によって出撃した全ての機体が撃墜され、開発製造拠点である工場要塞も壊滅。爆炎を上げて崩壊する要塞の姿が衛星回線を通じて全世界に放映されてしまう。ほぼ同時期に軍部の食料支援金横領疑惑も発覚しており、レサス国内は一時騒乱状態に陥った。これにより敗戦と横領事件の責任を追及された最高司令官ディエゴ・ギャスパー・ナバロは失脚。結果的にフェンリアの投入はレサス軍の敗北を招くこととなった。

## 登場作品
- 『ACE COMBAT X Skies of Deception』
  - 最終ミッションでボスキャラクターに相当する敵機として登場。作戦ルートによって光学迷彩の有無、敵精鋭部隊であるアレクト隊による運用の有無といった差が生じる。また、プレイヤー機としても使用可能だが、光学迷彩やHPMの使用、垂直離着陸が不可能なオーレリア軍復元機仕様となっている。
  - 特定ルートにおけるミッションでは工場要塞内部に試作機としてのフェンリアが数機駐機されているのが確認できる。
  - 特殊兵装は、LASM（長距離空対艦ミサイル）、XMAA（中距離高機能空対空ミサイル）、LSWM（長距離衝撃波弾頭ミサイル）のいずれかを出撃時に選択する。
  - 『X』では、架空機はパーツの装備により性能のチューニングが可能となっているが、本機のみチューニングすることができない。
- 『ACE COMBAT X2 JOINT ASSAULT』
  - プレイヤー機として登場。また、特定のミッションで条件を満たした場合、敵機として登場する。
  - 世界観が現実世界を基にしたものに一新されたため、ストーリーや設定上の関連性がないゲスト機体となっている。
  - 特殊兵装は、『X』の三種に加えてSFFS（自己鍛造小弾頭爆弾）が選択可能となっている。
  - パーツの装備による性能のチューニングが可能となった。ただし、他の架空機には専用のパーツが存在するが、フェンリアには存在しない。
- 『ACE COMBAT INFINITY』
  - 2015年5月14日付のアップデートにて開発可能なプレイヤー機として実装・登場。本作よりXFA-33の機体形式名が追加設定された。
  - 本作の世界観は『X2』同様現実世界を基にしたものであるが、本作における本機の設定は前述の『X』における開発経緯を基に舞台を現実世界に置き換えた「軍産複合体による技術力の誇示を目的としたデモンストレーション機として南半球の小国が開発した大型の特殊攻撃機であり、開発製造拠点の陥落後、発見された機体の残骸を某国が研究目的で再生させた」というものとなっている。
  - 特殊兵装は、『X』『X2』に準拠する形で本作では初となるLSWM（長距離 衝撃波弾頭ミサイル・Lv.7以上で選択可能）を搭載可能であり、同装備も本機と同時実装となった。加えてLASM（長距離 空対艦ミサイル・初期選択可能）、4AAM（4目標マルチロックオン 空対空ミサイル・Lv.4以上で選択可能）が搭載可能となっている。
  - 標準スキン（カラーリングパターン）は上記『X』『X2』のデフォルトカラーリングと同様。後に『X』で登場した試作機カラーを再現したスキンがイベント上位入賞報酬として追加されている。

## 参考資料
- 『ACE COMBAT X Skies of Deception』　バンダイナムコゲームス、2006年。
  - 『ACE COMBAT X Skies of Deception The Complete Guide』　メディアワークス、2007年、210頁。
  - 「ACE COMBAT X - ワールド - 用語解説 - HPM」　バンダイナムコゲームス、2006年11月10日
- 『ACE COMBAT X2 JOINT ASSAULT』　バンダイナムコゲームス、2010年。